# کارلینو
کارلینو (به ایتالیایی: Carlino) یک کومونه در ایتالیا است که در استان اودینه واقع شده‌است.

## خصوصیات
کارلینو ۳۰٫۳ کیلومترمربع مساحت و ۲٬۸۱۶ نفر جمعیت دارد.